# Starogard (gromada)
Starogard – dawna gromada, czyli najmniejsza jednostka podziału terytorialnego Polskiej Rzeczypospolitej Ludowej w latach 1954–1972.
Gromady, z gromadzkimi radami narodowymi (GRN) jako organami władzy najniższego stopnia na wsi, funkcjonowały od reformy reorganizującej administrację wiejską przeprowadzonej jesienią 1954 do momentu ich zniesienia z dniem 1 stycznia 1973, tym samym wypierając organizację gminną w latach 1954–1972.
Gromadę Starogard z siedzibą GRN w Starogardzie utworzono – jako jedną z 8759 gromad na obszarze Polski – w powiecie łobeskim w woj. szczecińskim na mocy uchwały nr V/46/54 WRN w Szczecinie z dnia 5 października 1954. W skład jednostki weszły obszary dotychczasowych gromad Sosnowo, Gardzin (bez miejscowości Potuliny), Stara Dobrzyca (bez miejscowości Nowa Dobrzyca) i Starogard ze zniesionej gminy Starogard oraz miejscowości Ciołkowo i Łagiewniki z dotychczasowej gromady Lubień Dolny ze zniesionej gminy Resko w tymże powiecie. Dla gromady ustalono 13 członków gromadzkiej rady narodowej.
1 stycznia 1972 do gromady Starogard włączono miejscowości Nacmierz i Przemysław ze zniesionej gromady Bełczna w tymże powiecie.
Gromada przetrwała do końca 1972 roku, czyli do kolejnej reformy gminnej.